# 松村正義
松村 正義（まつむら まさよし、1928年（昭和3年）3月27日 - 2022年(令和3年)12月27日）は、日本の歴史学者、政治学者。帝京大学名誉教授。専門は近代日本外交史、特に外交宣伝、国際交流史。法学博士。

## 略歴
福井県出身。東京大学法学部を卒業し、1952年（昭和28年）外務省に入省。1970年（昭和45年）ニューヨーク領事。1975年（昭和50年）国際交流基金に勤務。1979年（昭和54年）法学博士号を取得。1985年（昭和60年）米国コロンビア大学東アジア研究所客員研究員、1988年帝京大学教授を経て、2003年から日露戦争研究会会長。

## 外務省入省同期
- 村田良平（駐独大使、駐米大使、外務事務次官）
- 大木浩（環境大臣、環境庁長官、自民党参議院議員、ホノルル総領事）
- 岡崎久彦（駐タイ大使、駐サウジアラビア大使、外交評論家）

## 著書
- 『ハドソン川は静かに流れる　私の日米外交史』（新日本教育図書、1975年）
- 『タウンセンド・ハリスの故郷』（新日本教育図書、1977年）
- 『日露戦争と金子堅太郎　広報外交の研究』（新有堂、1980年、増訂版1987年）
- 『ポーツマスへの道　黄禍論とヨーロッパの末松謙澄』（原書房、1987年）
- 『国際交流史　近現代の日本』（地人館、1996年、新版2002年）
- 『日露戦争100年　新しい発見を求めて』（成文社、2003年）
- 『日露戦争と日本在外公館の“外国新聞操縦”』（成文社、2010年）
- 『金子堅太郎　槍を立てて登城する人物になる』（ミネルヴァ書房〈ミネルヴァ日本評伝選〉、2014年）